# Takayuki Kuwata
Takayuki Kuwata (桑田 隆幸, Kuwata Takayuki, né le 26 juin 1941 à Préfecture de Hiroshima au Japon) est un footballeur japonais.